# 1er corps d'armée (États-Unis)
Pour les articles homonymes, voir 1er corps d'armée.
Le 1er corps des États-Unis (en anglais: I Corps) est un corps de l'armée américaine basée à la McChord Air Force Base dans l'État de Washington. C’est une importante formation de l'United States Army Forces Command.

## Première Guerre mondiale
L'unité est activé en France en janvier 1918 comme part de l'AEF après avoir été entraînée avec le 32e corps d'armée français. Le 20 janvier 1918 elle est commandée par Hunter Liggett et consiste en la  1re division d'infanterie, 2e division, 26e division, 32e, 41e et 42e division. Le corps résiste à l'Opération Michael, participe à la seconde bataille de la Marne, l'offensive Meuse-Argonne à la réduction du saillant de st-Mihiel.
Le corps est démobilisé le 25 mars 1919.

## XXIesiècle
À compter du 1er octobre 2021, le 1er corps d’armée, qui regroupe la 25e division d’infanterie, trois brigades de combat sur blindés à roues Stryker (SBCT) et des unités d’artillerie, d’aviation: légère, etc., est assigné en permanence au théâtre indo-Pacifique.